# Iván San José Cantalejo
Iván San José Cantalejo (nascut el 29 d'abril de 2004), conegut comunament com a Chuki, és un futbolista espanyol que juga al Reial Valladolid. Principalment migcampista ofensiu, també pot jugar d'extrem.

## Carrera de club
Nascut a Valladolid, Castella i Lleó, Chuki va arribar a les categories inferiors del Reial Valladolid procedent del CD Victoria CF. Va debutar amb l'equip B el 28 d'agost de 2021, com a titular en un empat 1–1 a domicili a Primera Divisió RFEF contra la SD Logroñés.
Chuki va marcar el seu primer gol com a sènior el 20 de novembre de 2021, aconseguint l'empat del B en un empat 2-2 a casa contra l'Internacional de Madrid. El 15 de juliol següent, va renovar el seu contracte amb el club fins al 2025.
Chuki va debutar amb el primer equip l'1 de novembre de 2023, entrant com a substitut tardà del seu company David Torres en una victòria per 5-1 fora de casa contra la SCR Peña Deportiva, a la Copa del Rei de la temporada. Va debutar com a professional (i a la Lliga ) el 19 d'agost de l'any següent, substituint Kike Pérez en una victòria per 1-0 a casa contra el RCD Espanyol.

## Carrera internacional
Chuki va ser convocat amb la selecció espanyola sub-18 el 21 de gener de 2022, i va marcar un gol contra Dinamarca el 23 de febrer.